# Kaby Lake
Kaby Lake è il nome in codice dell'evoluzione dell'architettura Skylake sviluppata da Intel per i propri processori; al pari della generazione precedente, è basata sul processo produttivo a 14 nm e ne costituisce in pratica solo una relativamente semplice revisione.
L'arrivo sui mercati dei primi processori basati su tale evoluzione è avvenuto nel 2016 con le serie Y e U destinate ad equipaggiare notebook e alcune tipologie di tablet PC. Ad esse si sono susseguite le CPU desktop, uscite nelle prime settimane del 2017

## Caratteristiche tecniche
Trattandosi di una revisione dell'architettura Skylake e non di un suo successore, Kaby Lake risulta essere molto simile a quest'ultima, a partire dal socket che rimarrà l'LGA 1151 introdotto con Skylake, mentre il chipset utilizzato apparterrà alla cosiddetta "Serie 200", conosciuta con il nome in codice di Union Point.
Tra le novità introdotte con la nuova architettura, si segnala una nuova profonda revisione del comparto grafico integrato, per aumentare ulteriormente le prestazioni e offrire anche il pieno supporto allo standard video 4K e al sistema di protezione HDCP 2.2. Più nello specifico, verrà aggiunto il supporto nativo alla codifica video HEVC a 10 bit e VP9 sempre a 10bit.
Verrà introdotto il supporto nativo allo standard USB 3.1 e alla nuova tecnologia di memoria sviluppata da Intel, con il nome di Optane.

## Considerazioni sull'abbinamento "Processo produttivo/Architettura" di Intel
A partire dall'introduzione dell'architettura Core, successiva alla NetBurst e avvenuta a metà 2006, Intel ha dichiarato l'intenzione di presentare una nuova architettura ogni 2 anni, in modo da poter tenere il passo con la famosa Legge di Moore. Per aumentare le prestazioni di una CPU mantenendone sotto controllo anche il consumo energetico è necessario non solo ottimizzarne l'architettura, ma anche realizzare i nuovi dispositivi con processi produttivi sempre più raffinati.
Per limitare gli imprevisti delle innovazioni tecnologiche necessarie al rinnovamento generazionale dei propri processori, a partire dagli inizi del 2006 Intel ha iniziato a seguire una strategia denominata "Tick-Tock": prima viene introdotta una nuova tecnologia produttiva sulla base di un'architettura già collaudata (la fase "Tick") e in seguito, quando tale tecnologia è in grado di fornire rese elevate, la si adotta per produrre una nuova architettura (la fase "Tock"). Questa metodologia di sviluppo, nelle intenzioni di Intel, minimizza i rischi propri dell'adozione di una nuova tecnologia produttiva con un'architettura a sua volta completamente nuova, consentendo ai progettisti di concentrarsi, ad anni alterni, sulla risoluzione di una sola classe di problemi.
I primi esponenti di questa nuova filosofia di progetto, furono i processori Pentium D Presler (che avevano praticamente la stessa architettura dei precedenti Smithfield) con cui venne introdotto il processo produttivo a 65 nm (fase "Tick"). Dopo aver collaudato la nuova tecnologia costruttiva con queste CPU, Intel passò alla nuova architettura Core dei Core 2 Duo, prodotta sempre a 65 nm (fase "Tock").
In maniera analoga, tra la fine del 2007 e l'inizio del 2008, Intel presentò i processori Penryn e Wolfdale che erano in sostanza dei die-shrink del Core 2 Duo, a 45 nm (fase "Tick"). A fine 2008, quando anche questo processo produttivo era ormai a punto, arrivò l'architettura Nehalem (fase "Tock"). La sua evoluzione Westmere è stata realizzata a 32 nm a partire dai primi mesi del 2010 (fase "Tick"), in modo da collaudare anche questa tecnologia in vista dell'architettura successiva Sandy Bridge, uscita poi nel 2011 (fase "Tock"). L'intenzione dichiarata di Intel, molto ambiziosa, era quella di migliorare il rapporto performance/watt del 300% entro la fine del decennio.
Seguendo il medesimo principio, Sandy Bridge è stata poi seguita dal die-shrink a 22 nm Ivy Bridge nel 2012 (fase "Tick"), che ha quindi mantenuto la stessa architettura ma ha introdotto un nuovo processo produttivo. Nel 2013 è arrivata anche la nuova architettura Haswell (fase "Tock"), seguita dal die-shrink a 14 nm Broadwell nel 2014 (fase "Tick"); quest'ultimo è stato poi seguito nel 2015 dall'architettura Skylake (fase "Tock").
Skylake avrebbe dovuto essere seguito dalla sua ri-scalatura Cannonlake (fase "Tick"), ma le crescenti difficoltà tecniche hanno spinto Intel a cambiare i suoi piani sostituendo il tradizionale Tick-Tock con un nuovo ciclo chiamato "Process-Architecture-Optimization" che ha consentito ad Intel di introdurre l'architettura Kaby Lake a 14 nm (fase "Optimization").

## Il successore
Seguendo l'ormai tradizionale approccio Tick-Tock sopracitato, il successore di Kaby Lake per il settore a basso consumo (fino a 15 W) sarà un die-shrink a 10 nm, che prenderà il nome di Cannonlake, appartenente alla cosiddetta tredicesima generazione, previsto al momento per l'inizio del 2018, mentre il successore per gli altri settori sarà un'ottimizzazione architetturale di Kaby Lake, che prenderà il nome di Coffee Lake, prevista per fine 2017.

## Lista di processori Intel Kaby Lake di settima generazione

### Processori Desktop
Caratteristiche comuni dei processori desktop Kaby Lake:
- Socket LGA 1151 (eccetto il  Core i7 7740X  e il Core i5 7640X, che usa il socket LGA 2066)
- Interfacce DMI 3.0 e PCIe 3.0
- Supporto memoria dual channel nelle seguenti configurazioni: DDR3L-1600 1.35 V (massimo 32 GiB) o DDR4-2400 1.2 V (massimo 64 GiB)
  - Il Core i7 7740X e il Core i5 7640x supportano DDR4-2666 (massimo 64 GiB), ma non supportano le DDR3L
- Un totale di 16 linee PCIe
- I processori con marchio Core supportano il set di istruzioni AVX2. I Celeron e i Pentium supportano solamente SSE4.1/4.2.
- Frequenza di clock base 350 MHz 
  - Il Core i7 7740X e il Core i5 7640x non hanno la GPU integrata
- Nessuna cache L4 (eDRAM)

| Processore | Modello | Core (threads) | CPU clock rate di base | Turbo clock GHz Num di core usati | Turbo clock GHz Num di core usati | Turbo clock GHz Num di core usati | GPU    | Max iGPU clock rate | L3 cache | TDP   | Socket   | Prezzo (EUR) |
| Processore | Modello | Core (threads) | CPU clock rate di base | 1                                 | 2                                 | 4                                 | GPU    | Max iGPU clock rate | L3 cache | TDP   | Socket   | Prezzo (EUR) |
| ---------- | ------- | -------------- | ---------------------- | --------------------------------- | --------------------------------- | --------------------------------- | ------ | ------------------- | -------- | ----- | -------- | ------------ |
| Core i7    | 7740X   | 4 (8)          | 4.3 GHz                | 4.5                               | 4.5                               | 4.5                               | N.D.   | N.D.                | 8 MB     | 112 W | LGA 2066 |              |
| Core i7    | 7700K   | 4 (8)          | 4.2 GHz                | 4.5                               | 4.4                               | 4.4                               | HD 630 | 1150 MHz            | 8 MB     | 91 W  | LGA 1151 | €434         |
| Core i7    | 7700    | 4 (8)          | 3.6 GHz                | 4.2                               | 4.1                               | 4.0                               | HD 630 | 1150 MHz            | 8 MB     | 65 W  | LGA 1151 | €386         |
| Core i7    | 7700T   | 4 (8)          | 2.9 GHz                | 3.8                               | 3.7                               | 3.6                               | HD 630 | 1150 MHz            | 8 MB     | 35 W  | LGA 1151 |              |
| Core i5    | 7640X   | 4 (4)          | 4.0 GHz                | 4.2                               | 4.2                               | 4.0                               | N.D.   | N.D.                | 6 MB     | 112W  | LGA 2066 |              |
| Core i5    | 7600K   | 4 (4)          | 3.8 GHz                | 4.2                               | 4.1                               | 4.0                               | HD 630 | 1150 MHz            | 6 MB     | 91 W  | LGA 1151 | €301         |
| Core i5    | 7600    | 4 (4)          | 3.5 GHz                | 4.1                               | 4.0                               | 3.9                               | HD 630 | 1150 MHz            | 6 MB     | 65 W  | LGA 1151 | €277         |
| Core i5    | 7600T   | 4 (4)          | 2.8 GHz                | 3.7                               | 3.6                               | 3.5                               | HD 630 | 1100 MHz            | 6 MB     | 35 W  | LGA 1151 |              |
| Core i5    | 7500    | 4 (4)          | 3.4 GHz                | 3.8                               | 3.7                               | 3.6                               | HD 630 | 1100 MHz            | 6 MB     | 65 W  | LGA 1151 | €253         |
| Core i5    | 7500T   | 4 (4)          | 2.7 GHz                | 3.3                               | 3.2                               | 3.1                               | HD 630 | 1100 MHz            | 6 MB     | 35 W  | LGA 1151 |              |
| Core i5    | 7400    | 4 (4)          | 3.0 GHz                | 3.5                               | 3.4                               | 3.3                               | HD 630 | 1000 MHz            | 6 MB     | 65 W  | LGA 1151 | €235         |
| Core i5    | 7400T   | 4 (4)          | 2.4 GHz                | 3.0                               | 2.9                               | 2.7                               | HD 630 | 1000 MHz            | 6 MB     | 35 W  | LGA 1151 |              |
| Core i3    | 7350K   | 2 (4)          | 4.2 GHz                | N.D.                              | N.D.                              | N.D.                              | HD 630 | 1150 MHz            | 4 MB     | 60 W  | LGA 1151 |              |
| Core i3    | 7320    | 2 (4)          | 4.1 GHz                | N.D.                              | N.D.                              | N.D.                              | HD 630 | 1150 MHz            | 4 MB     | 51 W  | LGA 1151 |              |
| Core i3    | 7300    | 2 (4)          | 4.0 GHz                | N.D.                              | N.D.                              | N.D.                              | HD 630 | 1150 MHz            | 4 MB     | 51 W  | LGA 1151 |              |
| Core i3    | 7300T   | 2 (4)          | 3.5 GHz                | N.D.                              | N.D.                              | N.D.                              | HD 630 | 1100 MHz            | 4 MB     | 35 W  | LGA 1151 |              |
| Core i3    | 7100    | 2 (4)          | 3.9 GHz                | N.D.                              | N.D.                              | N.D.                              | HD 630 | 1100 MHz            | 3 MB     | 51 W  | LGA 1151 |              |
| Core i3    | 7100T   | 2 (4)          | 3.4 GHz                | N.D.                              | N.D.                              | N.D.                              | HD 630 | 1100 MHz            | 3 MB     | 35 W  | LGA 1151 |              |
| Core i3    | 7101E   | 2 (4)          | 3.9 GHz                | N.D.                              | N.D.                              | N.D.                              | HD 630 | 1100 MHz            | 3 MB     | 54 W  | LGA 1151 |              |
| Core i3    | 7101TE  | 2 (4)          | 3.4 GHz                | N.D.                              | N.D.                              | N.D.                              | HD 630 | 1100 MHz            | 3 MB     | 35 W  | LGA 1151 |              |
| Pentium    | G4620   | 2 (4)          | 3.7 GHz                | N.D.                              | N.D.                              | N.D.                              | HD 630 | 1100 MHz            | 3 MB     | 51 W  | LGA 1151 |              |
| Pentium    | G4600   | 2 (4)          | 3.6 GHz                | N.D.                              | N.D.                              | N.D.                              | HD 630 | 1100 MHz            | 3 MB     | 51 W  | LGA 1151 |              |
| Pentium    | G4600T  | 2 (4)          | 3.0 GHz                | N.D.                              | N.D.                              | N.D.                              | HD 630 | 1050 MHz            | 3 MB     | 35 W  | LGA 1151 |              |
| Pentium    | G4560   | 2 (4)          | 3.5 GHz                | N.D.                              | N.D.                              | N.D.                              | HD 610 | 1050 MHz            | 3 MB     | 54 W  | LGA 1151 |              |
| Pentium    | G4560T  | 2 (4)          | 2.9 GHz                | N.D.                              | N.D.                              | N.D.                              | HD 610 | 1050 MHz            | 3 MB     | 35 W  | LGA 1151 |              |
| Celeron    | G3950   | 2 (2)          | 3.0 GHz                | N.D.                              | N.D.                              | N.D.                              | HD 610 | 1050 MHz            | 2 MB     | 51 W  | LGA 1151 |              |
| Celeron    | G3930   | 2 (2)          | 2.9 GHz                | N.D.                              | N.D.                              | N.D.                              | HD 610 | 1050 MHz            | 2 MB     | 51 W  | LGA 1151 |              |
| Celeron    | G3930T  | 2 (2)          | 2.7 GHz                | N.D.                              | N.D.                              | N.D.                              | HD 610 | 1000 MHz            | 2 MB     | 35 W  | LGA 1151 |              |

### Processori Mobile

#### High power
| Processore | Modello | Core (threads) | CPU clock rate | Turbo clock GHz Num di core | Turbo clock GHz Num di core | Turbo clock GHz Num di core | GPU    | Max GPU clock rate | L3 cache | TDP  | cTDP | cTDP | Prezzo (EUR) |
| Processore | Modello | Core (threads) | CPU clock rate | 1                           | 2                           | 4                           | GPU    | Max.               | L3 cache | TDP  | Up   | Down | Prezzo (EUR) |
| ---------- | ------- | -------------- | -------------- | --------------------------- | --------------------------- | --------------------------- | ------ | ------------------ | -------- | ---- | ---- | ---- | ------------ |
| Core i7    | 7920HQ  | 4 (8)          | 3.1 GHz        | 4.1                         | 3.9                         | 3.7                         | HD 630 | 1100 MHz           | 8 MB     | 45 W | N.D. | 35 W |              |
| Core i7    | 7820HQ  | 4 (8)          | 2.9 GHz        | 3.9                         | 3.7                         | 3.5                         | HD 630 | 1100 MHz           | 8 MB     | 45 W | N.D. | 35 W |              |
| Core i7    | 7820HK  | 4 (8)          | 2.9 GHz        | 3.9                         | 3.7                         | 3.5                         | HD 630 | 1100 MHz           | 8 MB     | 45 W | N.D. | 35 W |              |
| Core i7    | 7700HQ  | 4 (8)          | 2.8 GHz        | 3.8                         | 3.6                         | 3.4                         | HD 630 | 1100 MHz           | 6 MB     | 45 W | N.D. | 35 W |              |
| Core i5    | 7440HQ  | 4 (4)          | 2.8 GHz        | 3.8                         | 3.6                         | 3.4                         | HD 630 | 1000 MHz           | 6 MB     | 45 W | N.D. | 35 W |              |
| Core i5    | 7300HQ  | 4 (4)          | 2.5 GHz        | 3.5                         | 3.3                         | 3.1                         | HD 630 | 1000 MHz           | 6 MB     | 45 W | N.D. | 35 W |              |
| Core i3    | 7100H   | 2 (4)          | 3.0 GHz        | N.D.                        | N.D.                        | N.D.                        | HD 630 | 950 MHz            | 3 MB     | 35 W | N.D. | N.D. |              |

#### Low/medium power
| Processore   | Modello | Core (threads) | CPU clock rate | Turbo clock GHz | Turbo clock GHz | GPU           | Max GPU clock rate | L3 cache | L4 cache | Max. linee PCIe | TDP   | cTDP | cTDP   | Data di uscita | Prezzo (EUR) |
| Processore   | Modello | Core (threads) | CPU clock rate | Single core     | Dual core       | GPU           | Max GPU clock rate | L3 cache | L4 cache | Max. linee PCIe | TDP   | Up   | Down   | Data di uscita | Prezzo (EUR) |
| ------------ | ------- | -------------- | -------------- | --------------- | --------------- | ------------- | ------------------ | -------- | -------- | --------------- | ----- | ---- | ------ | -------------- | ------------ |
| Core i7      | 7Y75    | 2 (4)          | 1.3 GHz        | 3.6 GHz         | 3.4 GHz         | HD 615        | 1050 MHz           | 4 MB     | N/A      | 10              | 4.5 W | 7 W  | 3.5 W  | Q3 2016        |              |
| Core i7      | 7500U   | 2 (4)          | 2.7 GHz        | 3.5 GHz         | 3.5 GHz         | HD 620        | 1050 MHz           | 4 MB     | N/A      | 12              | 15 W  | 25 W | 7.5 W  | Q3 2016        |              |
| Core i7      | 7560U   | 2 (4)          | 2.4 GHz        | 3.8 GHz         | 3.7 GHz         | Iris Plus 640 | 1050 MHz           | 4 MB     | 64 MB    | 12              | 15 W  | N/A  | 9.5 W  | Q1 2017        |              |
| Core i7      | 7660U   | 2 (4)          | 2.5 GHz        | 4.0 GHz         | 3.8 GHz         | Iris Plus 640 | 1100 MHz           | 4 MB     | 64 MB    | 12              | 15 W  | N/A  | 9.5 W  | Q1 2017        |              |
| Core i7      | 7567U   | 2 (4)          | 3.5 GHz        | 4.0 GHz         | 3.9 GHz         | Iris Plus 650 | 1150 MHz           | 4 MB     | 64 MB    | 12              | 28 W  | N/A  | 23 W   | Q1 2017        |              |
| Core i7      | 7600U   | 2 (4)          | 2.8 GHz        | 3.9 GHz         | 3.9 GHz         | HD 620        | 1150 MHz           | 4 MB     | N/A      | 12              | 15 W  | 25 W | 7.5 W  | Q1 2017        |              |
| Core i5      | 7200U   | 2 (4)          | 2.5 GHz        | 3.1 GHz         | 3.1 GHz         | HD 620        | 1000 MHz           | 3 MB     | N/A      | 12              | 15 W  | 25 W | 7.5 W  | Q3 2016        |              |
| Core i5      | 7Y54    | 2 (4)          | 1.2 GHz        | 3.2 GHz         | 2.8 GHz         | HD 615        | 950 MHz            | 4 MB     | N/A      | 10              | 4.5 W | 7 W  | 3.5 W  | Q3 2016        |              |
| Core i5      | 7Y57    | 2 (4)          | 1.2 GHz        | 3.3 GHz         | 2.9 GHz         | HD 615        | 950 MHz            | 4 MB     | N/A      | 10              | 15 W  | 7 W  | 3.5 W  | Q1 2017        |              |
| Core i5      | 7260U   | 2 (4)          | 2.2 GHz        | 3.4 GHz         | 3.4 GHz         | Iris Plus 640 | 950 MHz            | 4 MB     | 64 MB    | 12              | 15 W  | N/A  | 9.5 W  | Q1 2017        |              |
| Core i5      | 7267U   | 2 (4)          | 3.1 GHz        | 3.5 GHz         | 3.5 GHz         | Iris Plus 650 | 1050 MHz           | 4 MB     | 64 MB    | 12              | 28 W  | N/A  | 23 W   | Q1 2017        |              |
| Core i5      | 7287U   | 2 (4)          | 3.3 GHz        | 3.7 GHz         | 3.7 GHz         | Iris Plus 650 | 1100 MHz           | 4 MB     | 64 MB    | 12              | 28 W  | N/A  | 23 W   | Q1 2017        |              |
| Core i5      | 7300U   | 2 (4)          | 2.6 GHz        | 3.5 GHz         | 3.5 GHz         | HD 620        | 1100 MHz           | 3 MB     | N/A      | 12              | 15 W  | 25 W | 7.5 W  | Q1 2017        |              |
| Core i5      | 7360U   | 2 (4)          | 2.3 GHz        | 3.6 GHz         | 3.6 GHz         | Iris Plus 640 | 1000 MHz           | 4 MB     | 64 MB    | 12              | 15 W  | N/A  | 9.5 W  | Q1 2017        |              |
| Core i3      | 7100U   | 2 (4)          | 2.4 GHz        | N/A             | N/A             | HD 620        | 1000 MHz           | 3 MB     | N/A      | 12              | 15 W  | N/A  | 7.5 W  | Q3 2016        |              |
| Core i3      | 7167U   | 2 (4)          | 2.8 GHz        | N/A             | N/A             | Iris Plus 650 | 1000 MHz           | 3 MB     | 64 MB    | 12              | 28 W  | N/A  | 23 W   | Q1 2017        |              |
| Core i3      | 7130U   | 2 (4)          | 2.7 GHz        | N/A             | N/A             | HD 620        | 1000 MHz           | 3 MB     | N/A      | 12              | 15 W  | N/A  | 7.5 W  | Q2 2017        |              |
| Core i3      | 7020U   | 2 (4)          | 2.3 GHz        | N/A             | N/A             | HD 620        | 1000 MHz           | 3 MB     | N/A      | 12              | 15 W  | N/A  | 7.5 W  | Q2 2018        |              |
| Core m3      | 7Y32    | 2 (4)          | 1.1 GHz        | 3.0 GHz         | ?               | HD 615        | 900 MHz            | 4 MB     | N/A      | 10              | 4.5 W | 7 W  | 3.75 W | Q2 2017        |              |
| Core m3      | 7Y30    | 2 (4)          | 1.0 GHz        | 2.6 GHz         | ?               | HD 615        | 900 MHz            | 4 MB     | N/A      | 10              | 4.5 W | 7 W  | 3.5 W  | Q3 2016        |              |
| Pentium Gold | 4410Y   | 2 (4)          | 1.5 GHz        | N/A             | N/A             | HD 615        | 850 MHz            | 2 MB     | N/A      | 10              | 6 W   | N/A  | 4.5 W  | Q1 2017        |              |
| Pentium Gold | 4415Y   | 2 (4)          | 1.6 GHz        | N/A             | N/A             | HD 615        | 850 MHz            | 2 MB     | N/A      | 10              | 6 W   | N/A  | 4.5 W  | Q1 2017        |              |
| Pentium Gold | 4415U   | 2 (4)          | 2.3 GHz        | N/A             | N/A             | HD 610        | 950 MHz            | 2 MB     | N/A      | 10              | 15 W  | N/A  | 10 W   | Q1 2017        |              |
| Pentium Gold | 4417Y   | 2 (4)          | 2.3 GHz        | N/A             | N/A             | HD 610        | 950 MHz            | 2 MB     | N/A      | 12              | 15 W  | N/A  | 12.5 W | Q1 2019        |              |
| Pentium Gold | 4425Y   | 2 (4)          | 1.7 GHz        | N/A             | N/A             | HD 615        | 850 MHz            | 2 MB     | N/A      | 10              | 6 W   | N/A  | 4.5 W  | Q1 2019        |              |
| Celeron      | 3965U   | 2 (2)          | 2.2 GHz        | N/A             | N/A             | HD 610        | 900 MHz            | 2 MB     | N/A      | 10              | 15 W  | N/A  | 10 W   | Q1 2017        |              |
| Celeron      | 3865U   | 2 (2)          | 1.8 GHz        | N/A             | N/A             | HD 610        | 900 MHz            | 2 MB     | N/A      | 10              | 15 W  | N/A  | 10 W   | Q1 2017        |              |
| Celeron      | 3965Y   | 2 (2)          | 1.5 GHz        | N/A             | N/A             | HD 615        | 850 MHz            | 2 MB     | N/A      | 10              | 6 W   | N/A  | 4.5 W  | Q2 2017        |              |

### Processori Xeon Server/workstation
| Target   | Core (threads) | Modello     | CPU clock rate | Turbo clock GHz Num of cores | Turbo clock GHz Num of cores | Turbo clock GHz Num of cores | GPU     | Max GPU clock rate | L3 cache | TDP  | Data di uscita | Prezzo (EUR) |
| Target   | Core (threads) | Modello     | CPU clock rate | 1                            | 2                            | 4                            | GPU     | Max GPU clock rate | L3 cache | TDP  | Data di uscita | Prezzo (EUR) |
| -------- | -------------- | ----------- | -------------- | ---------------------------- | ---------------------------- | ---------------------------- | ------- | ------------------ | -------- | ---- | -------------- | ------------ |
| Server   | 4 (8)          | E3-1285 v6  | 4.1 GHz        | 4.5                          | ?                            | ?                            | HD P630 | 1150 MHz           | 8 MB     | 79 W | Q3 2017        |              |
| Server   | 4 (8)          | E3-1280 v6  | 3.9 GHz        | 4.2                          | ?                            | ?                            | N.D.    | N.D.               | 8 MB     | 72 W | Q1 2017        |              |
| Server   | 4 (8)          | E3-1275 v6  | 3.8 GHz        | 4.2                          | ?                            | ?                            | HD P630 | 1150 MHz           | 8 MB     | 73 W | Q1 2017        |              |
| Server   | 4 (8)          | E3-1270 v6  | 3.8 GHz        | 4.2                          | ?                            | ?                            | N.D.    | N.D.               | 8 MB     | 72 W | Q1 2017        |              |
| Server   | 4 (8)          | E3-1245 v6  | 3.7 GHz        | 4.1                          | ?                            | ?                            | HD P630 | 1150 MHz           | 8 MB     | 73 W | Q1 2017        |              |
| Server   | 4 (8)          | E3-1240 v6  | 3.7 GHz        | 4.1                          | ?                            | ?                            | N.D.    | N.D.               | 8 MB     | 72 W | Q1 2017        |              |
| Server   | 4 (8)          | E3-1230 v6  | 3.5 GHz        | 3.9                          | ?                            | ?                            | N.D.    | N.D.               | 8 MB     | 72 W | Q1 2017        |              |
| Server   | 4 (4)          | E3-1225 v6  | 3.3 GHz        | 3.7                          | ?                            | ?                            | HD P630 | 1150 MHz           | 8 MB     | 73 W | Q1 2017        |              |
| Server   | 4 (4)          | E3-1220 v6  | 3.0 GHz        | 3.5                          | ?                            | ?                            | N.D.    | N.D.               | 8 MB     | 72 W | Q1 2017        |              |
| Mobile   | 4 (8)          | E3-1535M v6 | 3.1 GHz        | 4.2                          | ?                            | ?                            | HD P630 | 1100 MHz           | 8 MB     | 45 W | Q1 2017        |              |
| Mobile   | 4 (8)          | E3-1505M v6 | 3.0 GHz        | 4.0                          | ?                            | ?                            | HD P630 | 1100 MHz           | 8 MB     | 45 W | Q1 2017        |              |
| Embedded | 4 (8)          | E3-1505L v6 | 2.2 GHz        | 3.0                          | ?                            | ?                            | HD P630 | 1000 MHz           | 8 MB     | 25 W | Q1 2017        |              |

## Lista di processori Kaby Lake di ottava generazione

### Processori Mobile

#### Low/medium power
| Processore | Modello | Core (threads) | CPU clock rate | CPU Turbo clock rate | CPU Turbo clock rate | GPU     | Max GPU clock rate | L3 cache | Max. linee PCIe | TDP  | cTDP | cTDP | Data di uscita | Prezzo (EUR) |
| Processore | Modello | Core (threads) | CPU clock rate | Single core          | Dual core            | GPU     | Max GPU clock rate | L3 cache | Max. linee PCIe | TDP  | Up   | Down | Data di uscita | Prezzo (EUR) |
| ---------- | ------- | -------------- | -------------- | -------------------- | -------------------- | ------- | ------------------ | -------- | --------------- | ---- | ---- | ---- | -------------- | ------------ |
| Core i3    | 8130U   | 2 (4)          | 2.2 GHz        | 3.4 GHz              | ?                    | UHD 620 | 1000 MHz           | 4 MB     | 12              | 15 W | N.D. | 10 W | Q1 2018        | $281         |

## Lista di processori di ottava generazione Kaby Lake Refresh
Annunciati da Intel il 21 Agosto 2017, i processori Kaby Lake R sono un "Refresh" della generazione precedente. Inglobati nell'ottava generazione di processori assieme a Coffee Lake e Cannonlake, presentano come caratteristica principale l'aumento del numero di core e thread fin dalla fascia a basso consumo energetico per portatili.
| Nome del processore | Modello | Cores (threads) | Frequenza CPU | Frequenza CPU Turbo | Frequenza CPU Turbo | Frequenza CPU Turbo | GPU     | Frequenza GPU | Frequenza GPU | L3 cache | L4 cache | Massimo di linee PCIe | TDP  | cTDP | cTDP | Data di uscita | Prezzo (USD) |
| Nome del processore | Modello | Cores (threads) | Frequenza CPU | Single core         | Dual core           | Quad core           | GPU     | Base          | Max.          | L3 cache | L4 cache | Massimo di linee PCIe | TDP  | Su   | Giù  | Data di uscita | Prezzo (USD) |
| ------------------- | ------- | --------------- | ------------- | ------------------- | ------------------- | ------------------- | ------- | ------------- | ------------- | -------- | -------- | --------------------- | ---- | ---- | ---- | -------------- | ------------ |
| Core i7             | 8650U   | 4 (8)           | 1.9 GHz       | 4.2 GHz             | 4.2 GHz             | 3.9 GHz             | UHD 620 | 300 MHz       | 1150 MHz      | 8 MB     | N.D.     | 12                    | 15 W | 25 W | 10 W | Q3 2017        | $409         |
| Core i7             | 8550U   | 4 (8)           | 1.8 GHz       | 4.0 GHz             | 4.0 GHz             | 3.7 GHz             | UHD 620 | 300 MHz       | 1150 MHz      | 8 MB     | N.D.     | 12                    | 15 W | 25 W | 10 W | Q3 2017        | $409         |
| Core i5             | 8350U   | 4 (8)           | 1.7 GHz       | 3.6 GHz             | 3.6 GHz             | 3.6 GHz             | UHD 620 | 300 MHz       | 1100 MHz      | 6 MB     | N.D.     | 12                    | 15 W | 25 W | 10 W | Q3 2017        | $297         |
| Core i5             | 8250U   | 4 (8)           | 1.6 GHz       | 3.4 GHz             | 3.4 GHz             | 3.4 GHz             | UHD 620 | 300 MHz       | 1100 MHz      | 6 MB     | N.D.     | 12                    | 15 W | 25 W | 10 W | Q3 2017        | $297         |